# Kétpó, Jász-Nagykun-Szolnok
Kétpó  este un sat în districtul Mezőtúr, județul Jász-Nagykun-Szolnok, Ungaria, având o populație de 748 de locuitori (2011). 

## Demografie
Componența etnică a satului Kétpó
     Maghiari (99,21%)
     Români (0,79%)
Componența confesională a satului Kétpó
     Fără religie (52,67%)
     Reformați (16,31%)
     Romano-catolici (7,22%)
     Necunoscută (22,86%)
     Atei (0,94%)
     Alte religii (0,67%)
Conform recensământului din 2011, satul Kétpó avea 748 de locuitori. Din punct de vedere etnic, majoritatea locuitorilor (99,21%) erau maghiari.  Din punct de vedere confesional, majoritatea locuitorilor (52,67%) erau persoane fără religie, existând și minorități de reformați (16,31%) și romano-catolici (7,22%). Pentru 22,86% din locuitori nu este cunoscută apartenența confesională.